# Danslärarens återkomst (TV-serie)
Danslärarens återkomst är en svensk thrillerserie efter en roman från år 2000 av Henning Mankell. Den hade TV-premiär den 5 november 2004 och är inspelad oktober–december 2003.

## Handling
Polismannen Stefan Lindman tvingas ta tjänstledigt efter att ha tagit till övervåld mot en hustrumisshandlare. Samtidigt får han av en tillfällighet reda på att hans gamla mentor och kollega Herbert Molin blivit mördad på sin ensligt belägna gård. Stefan Lindman bestämmer sig för att ta reda på vad som hänt, lämnar sin familj och beger sig ensam upp till Molins hus.
På brottsplatsen har traktens polis hittat märkliga blodspår, spår som liknar grundstegen i tango. Samtidigt som skräcken breder ut sig i det lilla samhället dras Stefan Lindman in i en härva av lögner där ingen är att lita på, uppenbara spår pekar åt fel håll och det förflutna ständigt är närvarande. Han anar snart att mordet är en hämnd för något och att högt uppsatta personer är inblandade. Vem var egentligen Herbert Molin? Och vem var hans vän, Stefan Lindmans egen far?
Ju närmare gåtans lösning Stefan Lindman kommer, desto tydligare blir det att han själv på något sätt är inblandad. Han inser att någon eller några är beredda att gå precis hur långt som helst för att dölja sanningen och att inte bara hans eget utan också hans familjs liv svävar i fara.

## Rollista
- Jonas Karlsson - Stefan Lindman
- Lia Boysen - Veronica Molin
- Ulf Dohlsten - Erik Johansson
- Douglas Johansson - Giuseppe Larsson
- Lena Granhagen - Elsa Berggren
- Sven-Bertil Taube - Wetterstedt
- Gunilla Johansson - Elena Bromwich
- Mats Bergman - Rundström
- Alma Mattsson - Fanny
- Peter Kneip - Herbert Molin
- Göran Graffman - David Andersson
- Jacob Nordenson - Aronsson
- Stefan Gödicke - Magnus
- Ove Wolf - Holger
- Baard Owe - Hereira
- Margareta Stone - Yvonne
- Anders Lönnbro - Rune
- Jerker Fahlström - Lanthandlare
- Anna Bjelkerud - Helen Larsson
- Maja Gödicke - Ninna
- Dan Sjögren - Johan Schwartz
- Irma Erixson - Kvinna i kiosken
- Martin Wallström - Molin som ung